# Harald Maier
Harald Maier, nacido el 17 de noviembre de 1960 en Schladming (Austria), fue un ciclista austriaco.

## Biografía
Fue profesional de 1982 a 1994 y su victoria más notable fue el Giro del Trentino. Participó en varias Grandes Vueltas y en nueve campeonatos del mundo.

## Palmarés
| 1981 - 1 etapa de la Vuelta a Austria - 2.º en el Campeonato de Austria en ruta 1985 - Giro del Trentino, más 1 etapa 1986 - G. P. Industria y Comercio de Prato | 1990 - 1 etapa de la Vuelta a Austria 1991 - 1 etapa de la Vuelta a los Valles Mineros 1992 - 1 etapa de la Vuelta al País Vasco |

## Resultados en las grandes vueltas
| Carrera         | 1982 | 1983 | 1984 | 1985 | 1986 | 1987 | 1988 | 1989 | 1990 | 1991 | 1992 | 1993 | 1994 |
| --------------- | ---- | ---- | ---- | ---- | ---- | ---- | ---- | ---- | ---- | ---- | ---- | ---- | ---- |
| Giro de Italia  | -    | 30.º | -    | -    | -    | -    | -    | -    | -    | -    | -    | -    | -    |
| Tour de Francia | 78.º | -    | Ab.  | -    | -    | -    | -    | -    | -    | -    | 50.º | -    | -    |
| Vuelta a España | 89.º | -    | -    | -    | -    | -    | -    | -    | -    | -    | 42.º | -    | -    |
| Mundial en Ruta | Ab.  | Ab.  | -    | 5.º  | Ab.  | Ab.  | Ab.  | -    | -    | 49.º | 25º  | 19º  | -    |

-: no participa

Ab.: abandono